# Pleotrichophorus spatulavillus
Pleotrichophorus spatulavillus är en insektsart som först beskrevs av Frank Hall Knowlton och C.F. Smith 1936.  Pleotrichophorus spatulavillus ingår i släktet Pleotrichophorus och familjen långrörsbladlöss. Inga underarter finns listade i Catalogue of Life.